# Herbert Frese
Herbert Frese (* 12. Juli 1958; † 11. März 2014 in Wetterburg) war ein deutscher Ju-Jutsu-Funktionär.

## Leben
Herbert Frese begann seine sportliche Karriere zunächst mit Karate und Boxen. Während seiner Ausbildung zum Polizisten lernte er Ju-Jutsu kennen und begann sich dort zu engagieren. 1981 gründete er eine Ju-Jutsu-Abteilung in Bad Arolsen. Ab 1986 begann er Ju Jutsu wettkampfmäßig zu bestreiten. Er wurde dreimal Hessenmeister, fünfmal Westdeutscher Meister und belegte bei der Deutschen Meisterschaft dreimal den dritten und zweimal den zweiten Platz. Als Trainer war er zunächst Prüfungsreferent im hessischen Ju-Jutsu-Verband und von 1995 bis 2003 1. Vorsitzender. 2000 wurde er zum Präsidenten des Deutschen Ju-Jutsu-Verbands (DJJV) ernannt und war sowohl Mitglied der Konferenz der Spitzenverbände als auch  Mitglied der Arbeitsgemeinschaft der Zweikampf-Verbände im Deutschen Olympischen Sportbund. Am 12. Juli 2010 wurde ihm der 7. Dan verliehen.
Von 2012 bis zu seinem Tod 2014 war er Präsident der Ju-Jitsu European Union. 2013 wurde er zum Ehrenpräsident der  Ju-Jitsu International Federation (JJIF) ernannt.
Er verstarb am 11. März 2014 nach langjähriger Krankheit.
Herbert Frese veröffentlichte mehrere Sachbücher zum Ju-Jutsu im Ullstein Verlag sowie Lehrbücher für die Polizeiausbildung.

## Werke

### Sachbücher
- Praktische Eigensicherung: Grundlagen für Ausbildung und Praxis. Zusammen mit Arnold Schacht und Wolfgang Bopp. Hilden/Rheinland: Verlag Deutsche Polizeiliteratur. ISBN 3-8011-0474-5.
- Selbstverteidigung für Friedfertige: Abwehrtechniken für den Alltag. Zusammen mit Arnold Schacht. Berlin: Sportverlag 1999. ISBN 3-328-00837-3
- Ju-Jutsu spezial : Waffenabwehr ; Nothilfetechniken ; Techniken außerhalb des Ju-Jutsu-Prüfungsprogramms. Mit Arnold Schacht. Berlin: Sportverlag 1997. ISBN  3-328-00710-5
- Ju-Jutsu für Könner: der Weg zum Braungurt und Schwarzgurt (1. Dan und 2. Dan). Berlin: Ullstein Verlag 1995.
- Ju-Jutsu für Fortgeschrittene: der Weg zum Grüngurt und Blaugurt. Berlin: Ullstein Verlag 1994. ISBN 3-548-27637-7
- Ju-Jutsu für Einsteiger: vom Gelbgurt zum Orangegurt.  Berlin: Ullstein Verlag 1994. ISBN 3-548-27633-4

### Lehrfilme
- Ju-Jutsu: Grundlagen. Zusammen mit Frank Witte. Niedernhausen: Falken-Verlag 1998. ISBN 3-8068-6233-8 (VHS)